# Jaderná DNA

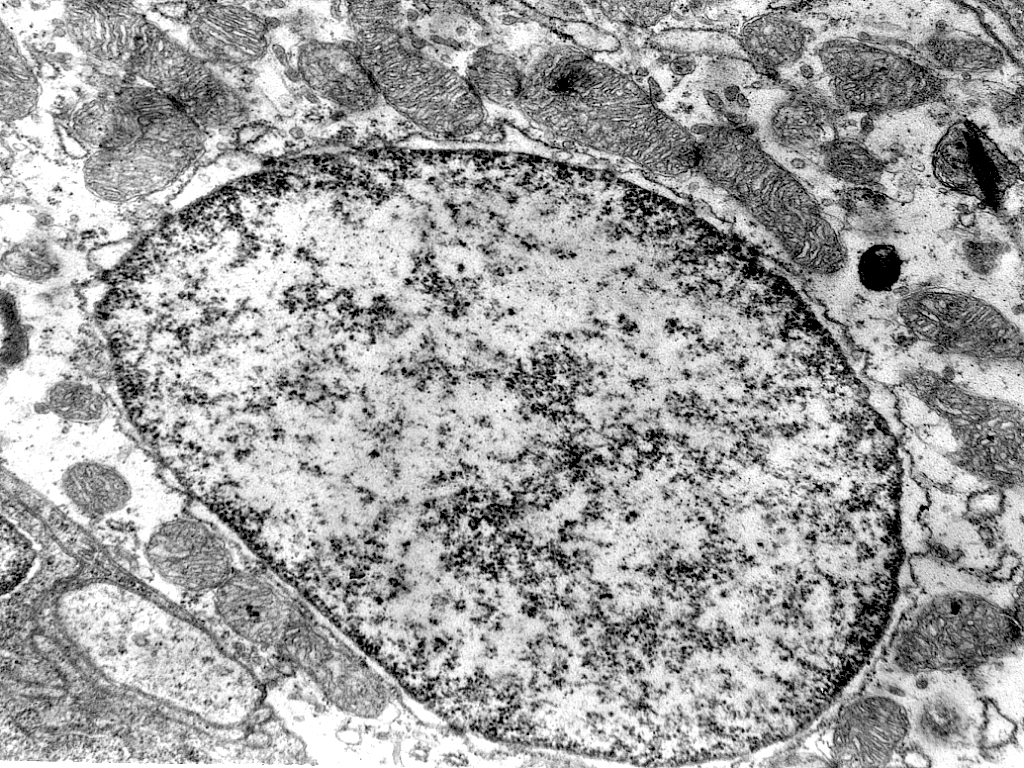
Jádro s chromatinem (tmavé úseky), transmisní elektronový mikroskop, chloridová buňka z rybích žaber

Jaderná DNA je DNA uvnitř eukaryotického buněčného jádra. Není to jediné místo, kde v eukaryotické buňce je DNA – existuje totiž i mitochondriální DNA a plastidová DNA – ale v jádru bývá zpravidla většina genetické informace buňky. Jaderná DNA je rozdělena na jednotlivé chromozomy, tedy lineární úseky DNA. DNA je navázána a asociována s různými proteiny (jako jsou histony), s nimiž tvoří tzv. chromatin.
Nejmenší eukaryotický jaderný genom, pouze 2,9 milionu párů bází, má vnitrobuněčná parazitická mikrosporidie jménem Encephalitozoon cuniculi, a to proto, že u ní došlo k redukci genomu v rámci jejího parazitického způsobu života. Naopak největší jaderný genom ze všech známých eukaryot (670 miliard párů bází) má Amoeba dubia. Lidská jaderná DNA (viz článek lidský genom) se skládá v haploidním stavu z asi 3,1–3,2 miliardy párů bází (tedy 3,2 Gbp).